# Zbór Kościoła Zielonoświątkowego „Betlejem” w Pile
Zbór Kościoła Zielonoświątkowego „Betlejem” w Pile – zbór Kościoła Zielonoświątkowego w RP znajdujący się w Pile, przy ulicy Stefana Okrzei 4a.
Nabożeństwa odbywają się w niedzielę o godzinie 10:00 i poniedziałek o godzinie 19:00. 